# Inselwallpark

„Bierbaums Insel“ um 1850.
An der Stelle des Rundtempels auf dem Hügel befindet sich heute die Villa Löbbecke.

Der Inselwallpark ist eine Parkanlage in der Stadt Braunschweig. Der Name stammt von der anliegenden Straße Inselwall, der sich wiederum auf Löbbeckes Insel bezieht, die den Westteil des Parks bildet. Der östliche Teil wird noch heute Löbbeckes Garten genannt.  Etwas weiter östlich gelegen ist der Gaußberg, der nach dem Wissenschaftler Carl Friedrich Gauß benannt wurde.

## Geographie und Ausstattung
Der Inselwallpark befindet sich am Nordwestrand der Innenstadt Braunschweigs, die durch den Westlichen und Östlichen Umflutgraben der Oker begrenzt wird. Der Flusslauf innerhalb des Parks ist der Neustadtmühlengraben, der an der Neustadtmühle zum Park hin abzweigt. Im Nordosten wird der Park durch den Burgmühlengraben begrenzt. Er entspricht dem ursprünglichen Verlauf der Oker, die im Stadtzentrum heute unterirdisch fließt, am Inselwall zutage tritt, mit dem von Westen kommenden Bosselgraben zusammenfließt und sich dann mit dem Östlichen Umflutgraben vereinigt. Der Inselwallpark hat eine Fläche von 8,31 Hektar. Auf Löbbeckes Insel befinden sich die einzeln stehende ehemalige Villa Löbbecke und ein großer Kinderspielplatz. Löbbeckes Insel ist heute eine Halbinsel, die über mehrere Brücken bzw. Dämme mit dem Wege- und Straßennetz der Stadt verbunden ist. Zwischen den zwei Dämmen im Süden liegt der Bammelsburger Teich. Teile der Halbinsel werden bei Hochwasser überschwemmt. Im Ostteil des Inselwallparks gibt es auf einer Anhöhe eine Springbrunnenanlage. Im Park gibt es mehrere Plastiken aus Sandstein. Zum Inselwall hin stehen zwei Tore aus der Anfangszeit des Parks.

## Geschichte

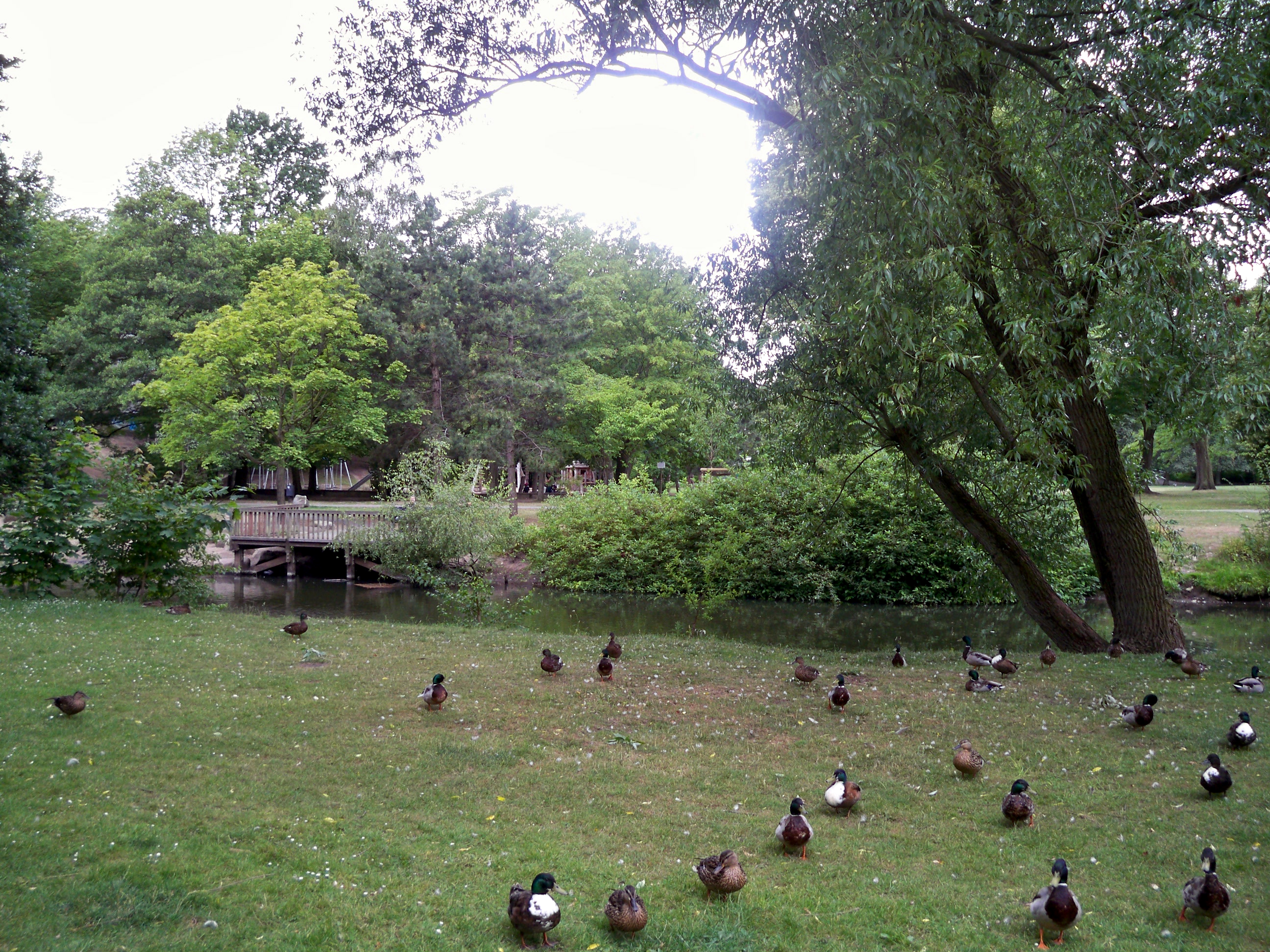
Neustadtmühlengraben und Spielplatz auf Löbbeckes Insel

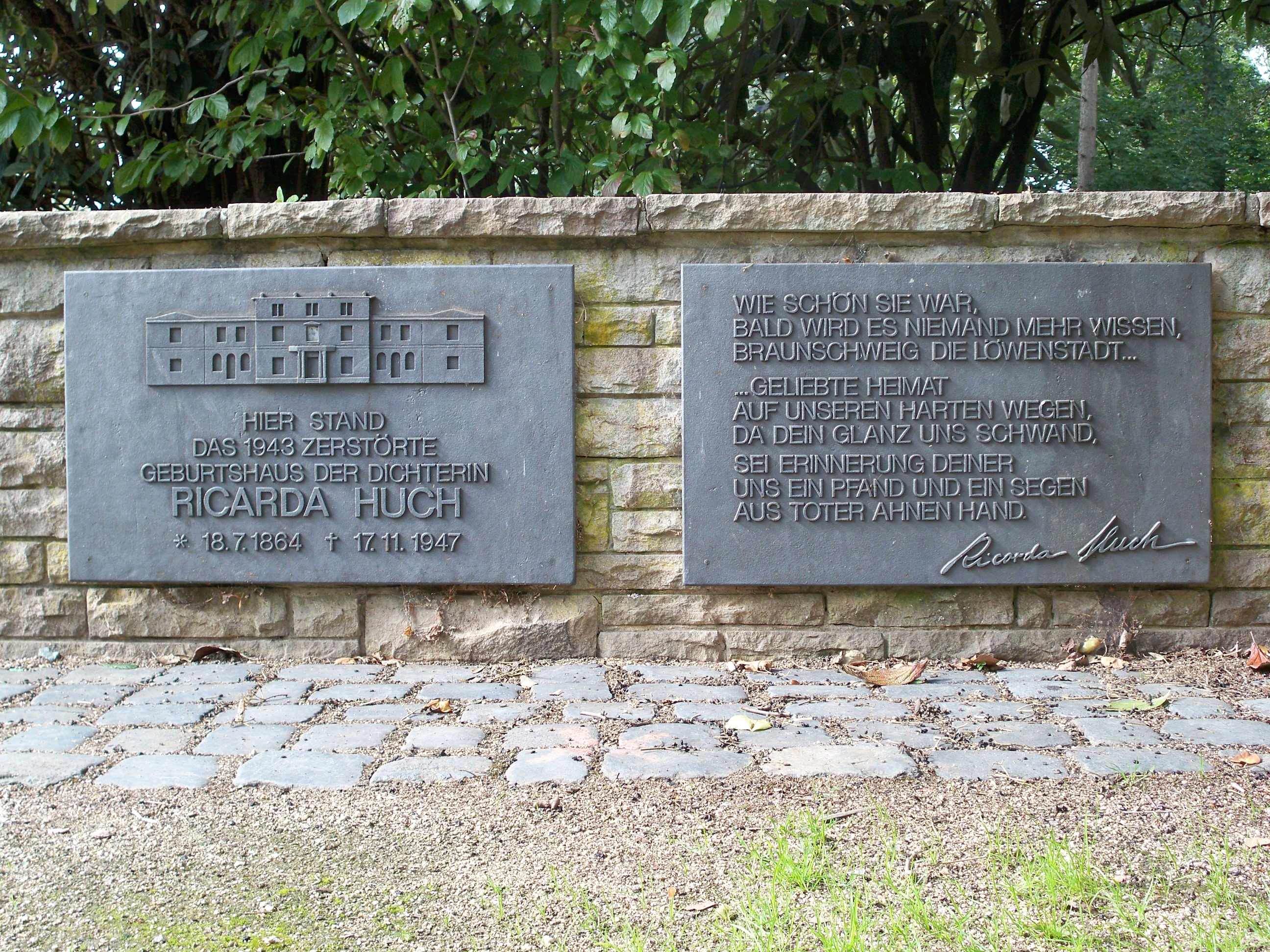
Tafeln zur Erinnerung an das Geburtshaus Ricarda Huchs

Das Gelände liegt im Bereich der ehemaligen Kaiser- und Ludwigbollwerke, die Bestandteil der Braunschweiger Wallanlagen waren. Zu Beginn des 19. Jahrhunderts wurden diese durch moderne Waffen nunmehr nutzlos gewordenen Festungsanlagen nach Plänen von Peter Joseph Krahe in Promenaden umgestaltet. Die Brüder Heinrich Wilhelm und Julius Georg Bierbaum erwarben das Gelände und ließen 1805 von Kammerbaumeister Heinrich Ludwig Rothermundt an der Stelle des heutigen Springbrunnens die zweistöckige, schlossartige Villa Bierbaum im englischen Landhausstil errichten, in dem 1864 die Dichterin Ricarda Huch geboren wurde (Inselwall 16). Darüber hinaus ließ man einen Landschaftspark im Stil der Frühromantik anlegen, der alsbald als Bierbaums Garten bekannt war. Auf dem Grundstück wurden zusätzlich Staffagebauten, Tempel und Grotten angelegt. Auf dem ehemaligen Ravelin wurde ein Rundtempel im griechischen Stil erbaut. Das Ravelin wurde Bierbaums Insel genannt und war damit namensgebend für den „Inselwall“. Gegenüber der Bierbaumschen Villa befand sich von 1712 bis 1831 ein Haus, in dem unter anderem der Maler Pascha Johann Friedrich Weitsch wohnte.
1865 erwarb die Braunschweiger Bankiersfamilie Löbbecke das Parkgelände. Im selben Jahr gestaltete Constantin Uhde das Bierbaumsche herrschaftliche Haus um. 1880/81 ließ Alfred Löbbecke auf dem Ravelin statt des Rundtempels eine einzeln stehende Villa im Stil der Neorenaissance errichten. Die Pläne stammten wiederum von Uhde. Die Villa wurde fortan Villa Löbbecke genannt, das Gelände Löbbecke’sche Insel, später Löbbeckes Insel, bzw. Löbbeckes Garten. Promenadeninspektor Friedrich Kreiß ließ zwei Dämme errichten, so dass Löbbeckes Insel mit dem Inselwall dauerhaft verbunden wurde. Zwischen beiden Dämmen ließ er 1882 den Bammelsburger Teich anlegen. 1911 wurde ein Zaun errichtet, der seither Villa und Teich trennt.
1944/1945, während des Zweiten Weltkrieges, wurde das Bierbaumsche Haus bei einem Bombenangriff schwer beschädigt (siehe Bombenangriff auf Braunschweig am 15. Oktober 1944). Nach Kriegsende diente das teilweise zerstörte Gebäude als Flüchtlingsheim. 1959 wurde die Stadt Braunschweig Eigentümerin des Hauses und des Parks und ließ Teile davon umgestalten sowie Kriegsruinen und Trümmer beseitigen. Die heute noch im Park zu findenden barocken Skulpturen dürften aus anderen Braunschweiger Gärten des 18. Jahrhunderts bzw. dem Salzdahlumer Schlosspark stammen. Am früheren Standort des Bierbaumschen Hauses erinnern zwei Bronzetafeln an das Haus und die Bombardierung Braunschweigs.
Die Löbbecke-Villa wurde ab 1933 von der SS genutzt, bis 1935 als Braunschweiger SS-Hauptquartier. Bei einem Bombenangriff 1944 wurde die Villa schwer beschädigt und erst 1967/68 wieder aufgebaut. Von 1968 bis 2008 wurde sie als Gästehaus der Technischen Universität Braunschweig genutzt. 2009 wurde das Haus verkauft. Seit 2011 wird es nach einem Umbau als Bürogebäude genutzt.
2008 wurde am Ostrand des Inselwallparks ein weiteres Pumpwerk gebaut. Es soll den Zufluss von Mischwasser in die Oker bei Starkregen vermindern und Burgmühlengraben und Wendenmühlengraben komplett von Mischwasser freihalten. So soll ein Überfluten der Braunschweiger Innenstadt vermieden werden.

## Impressionen

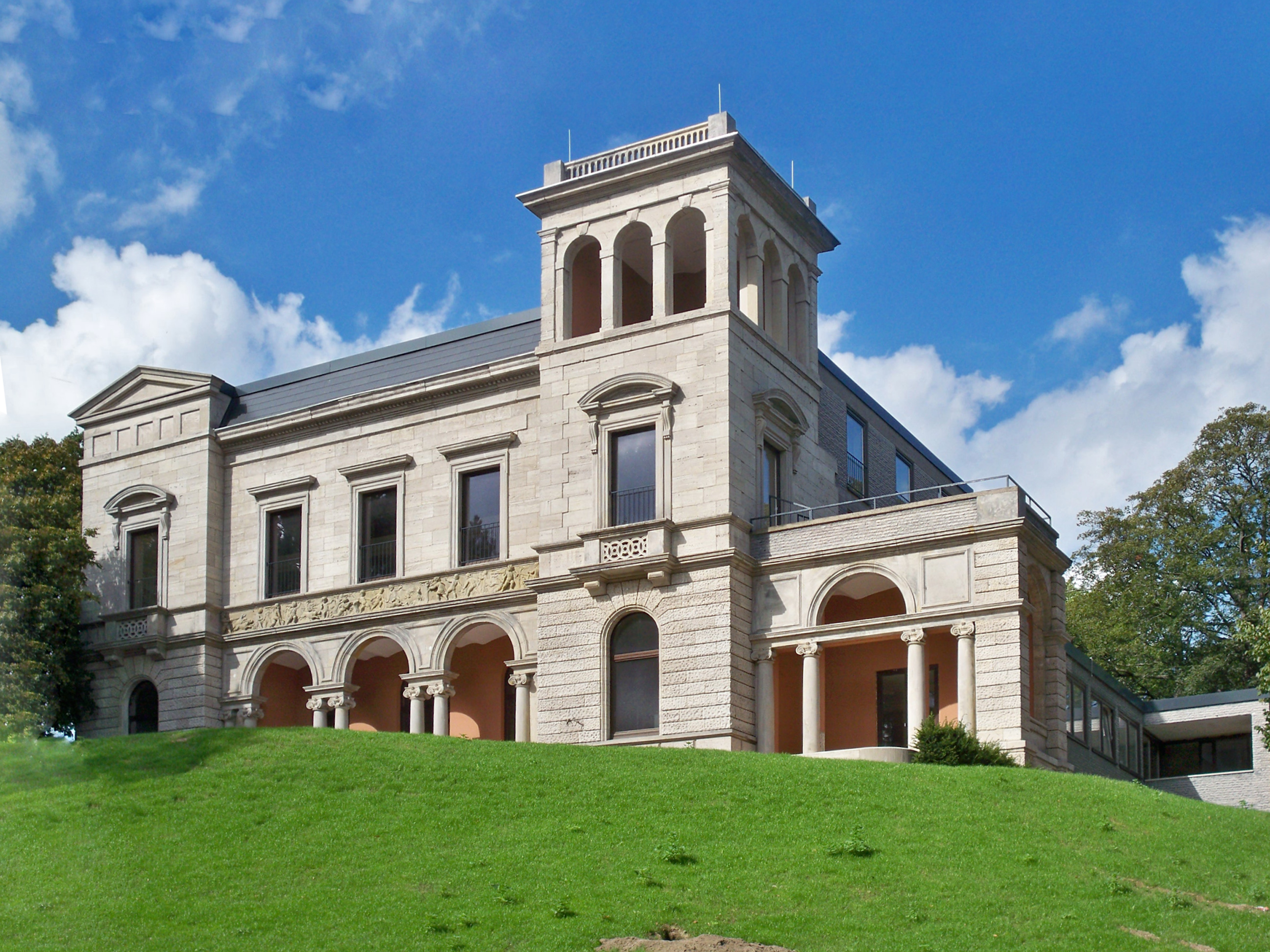
Villa Löbbecke
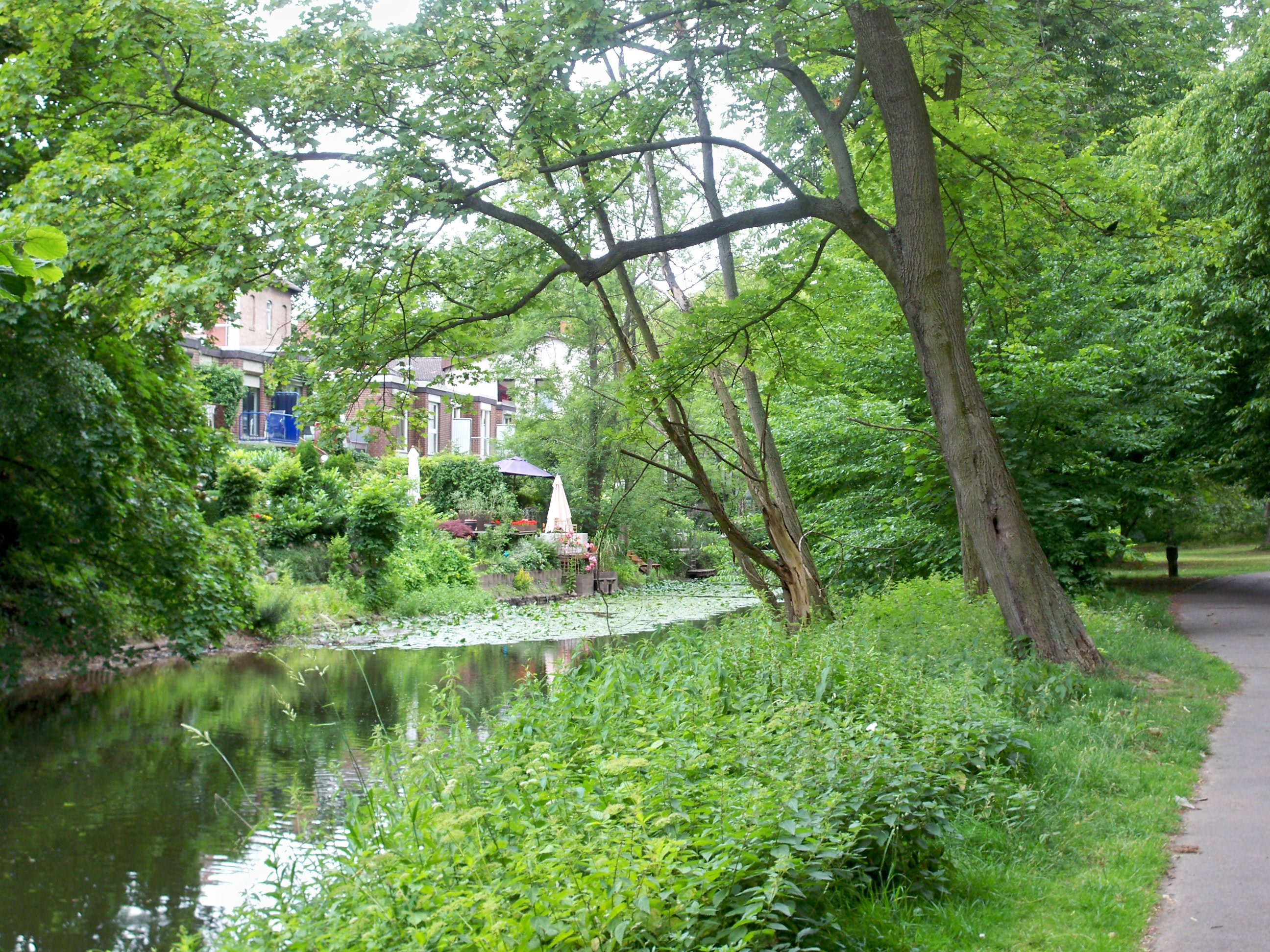
Westufer des Inselwallparks auf Löbbeckes Insel
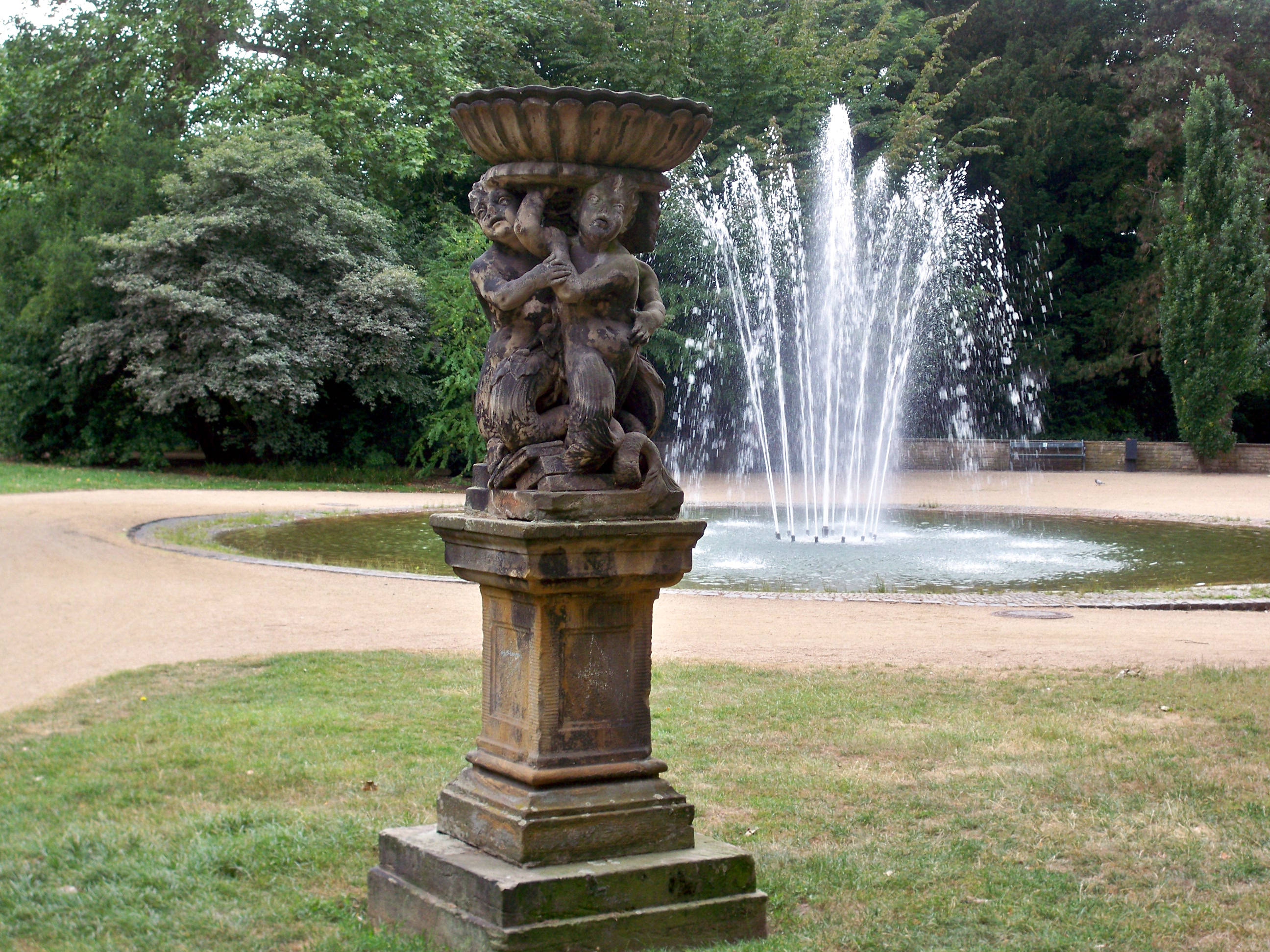
Plastik und Springbrunnen in Löbbeckes Garten
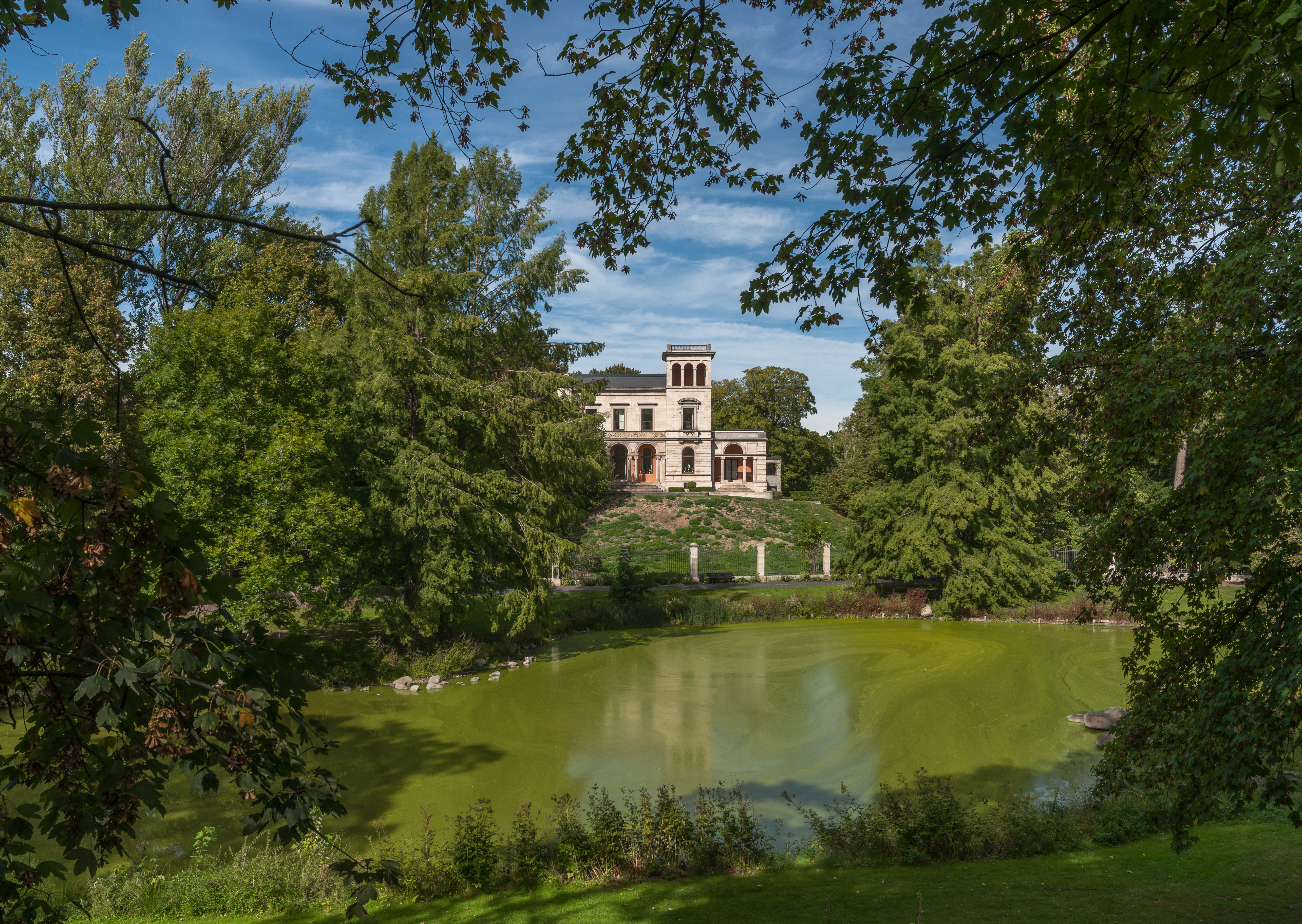
Löbbeckes Villa über den Bammelsburger Teich gesehen